# Ожга
О́жга — река в России, протекает в Республике Мордовия. Устье реки находится в 57 км от устья Сивини по левому берегу. Длина реки составляет 28 км, площадь водосборного бассейна — 202 км².
Исток реки в Старошайговском районе на границе с Кадошкинским районом в 20 км к юго-западу от райцентра, села Старое Шайгово. Река течёт на север, протекает деревни Ошга 1-я, Ошга 2-я, Новая Терзиморга, Павловка, Богдановка, Никольская Саловка. Большая часть течения проходит по Старошайговскому району, небольшой участок река преодолевает по Кадошкинскому району, а в нижнем течении образует границу Старошайговского и Краснослободского районов. Впадает в Сивинь выше села Сивинь.

## Притоки
(указано расстояние от устья)
- река Патра (лв)
- 2,5 км: река Веджа (лв)
- 7 км: ручей Акшов (пр)
- река Кафка (лв)
- река Малая Ожга (пр)

## Данные водного реестра
По данным государственного водного реестра России относится к Окскому бассейновому округу, водохозяйственный участок реки — Мокша от истока до водомерного поста города Темников, речной подбассейн реки — Мокша. Речной бассейн реки — Ока.
Код объекта в государственном водном реестре — 09010200112110000027711.